# Billinghausen (Orpethal)
Koordinaten: 51° 29′ 58″ N, 8° 57′ 23″ O
Billinghausen ist eine Gehöftgruppe in der Gemarkung von Orpethal, einem Ortsteil der Gemeinde Diemelstadt im nordhessischen Landkreis Waldeck-Frankenberg. Die Gemeinde Orpethal entstand 1853, als sie auf Anordnung des Fürsten Georg Viktor von Waldeck und Pyrmont durch die Zusammenlegung des Guts Billinghausen (einschließlich des Billinghäuser Zollhauses) mit Biggenhammer, Ottenshammer, Pickhardshammer, Rhoderhammer und der Orper Sägemühle gebildet wurde.

## Lage
Die ursprüngliche Kernsiedlung von Billinghausen, das Gut, liegt unweit südlich der Diemel und der Landesgrenze zu Nordrhein-Westfalen auf 219 m Höhe über NHN im Norden von Orpethal am „Hellgraben“, einem von der Diemel abgeleiteten und in die Orpe führenden Betriebsgraben. Der von Orpethal kommende „Billinghäuser Weg“ (Kreisstraße K91) heißt auf der NRW-Seite „Kasseler Straße“. Die Siedlung besteht aus den Gebäuden des Guts, einschließlich barockem Herrenhaus, östlich des Billinghäuser Wegs, und der 500 m weiter südlich gelegenen Häusergruppe beim ehemaligen Pickhardshammer. Die Bundesautobahn 44 führt nordöstlich an Orpethal und Billinghausen vorbei; die Autobahnauffahrt 63 „Marsberg“ liegt etwa 1,5 km (Luftlinie) nördlich der Siedlung und ist über die Kasseler Straße erreichbar.

## Geschichte
Der Ort wurde 1036 erstmals urkundlich erwähnt, als Bischof Meinwerk von Paderborn die Gründung des Kollegiatstifts Busdorf bekundete und ihm den Besitz u. a. des zum Herrenhof „Herswithehusen“ (Hardehausen), einem 1009 von ihm errichteten Bischofsgut, gehörigen Vorwerks Billinghausen (vorewerc Bilinchuson oder Bilichusen) bestätigte. In späterer Zeit erschien der Ortsname in leicht abgewandelter Form als Bilinchusen (um 1213), Billinchusen und Bylinchusen (1231), Bellenkhusen (1294), Belinchosen (1331), Bellinckhausen (1537) und schließlich Billinghausen (1733).
Im Jahre 1294 belehnte Graf Otto I. von Waldeck den Ritter Dietrich von Mederike u. a. mit zwei Hufen in Billinghausen. Der Ort wurde später afterverlehnt und ging zwischen 1353 und 1369 an das 1140 gegründete Kloster Hardehausen und an verschiedene Marsberger Bürger. Wann und warum der Ort wüst fiel, ist nicht bekannt, aber im Jahre 1487 übergab Graf Philipp II. von Waldeck zu Eisenberg die Grangie in dem inzwischen wüsten Ort dem Kloster Volkhardinghausen zur Wiederbesiedlung, wobei er sich allerdings Gerichtsbarkeit, Straße, Zoll, Wildbann und Fischerei vorbehielt. Das Kloster belehnte offenbar Adelsherren aus der Umgebung mit dem Grundbesitz, denn bereits 1490 werden die von Calenberg und die von Brobeck als wichtigste Grundherren genannt. Später wurde die Gemarkung aufgeteilt und kam mehrheitlich an die Herren von Calenberg in Westheim.
Nach der Einführung der Reformation in der Grafschaft Waldeck ab 1525 fiel Billinghausen wieder an die Grafen zurück, die das dortige Gut als gräfliche Meierei bewirtschaften ließen. Im 18. Jahrhundert wurde das Gut an die Familie Spiegel zu Peckelsheim verpfändet und dann 1810 von der fürstlichen Kammer an die Grafen von Westphalen verkauft.
Die im 17. Jahrhundert als Bannmühle errichtete Billinghäuser Mühle wurde anfangs als Ölmühle, später als Sägewerk und als Schrotmühle genutzt. Sie wurde um 1810 mit dem Gut Billinghausen an die Grafen von Westphalen verkauft. Wegen Baufälligkeit wurde sie 1947 abgebrochen.
In der Nähe des Guts Billinghausens befand sich eine Zollstation, woran der Name „Zollhaus“ für ein Gebäude noch heute erinnert.